# Grand Prix Formule 1 van de Verenigde Staten West 1983
De Grand Prix Formule 1 van de Verenigde Staten West 1983 werd gehouden op 27 maart in Long Beach. Het was de tweede race van het seizoen.

## Uitslag
| Positie | Nr | Rijder             | Team          | Ronden | Tijd/Opgave     | Startplaats | Punten |
| ------- | -- | ------------------ | ------------- | ------ | --------------- | ----------- | ------ |
| 1       | 7  | John Watson        | McLaren-Ford  | 75     | 1:53:34.889     | 22          | 9      |
| 2       | 8  | Niki Lauda         | McLaren-Ford  | 75     | + 27.993        | 23          | 6      |
| 3       | 28 | René Arnoux        | Ferrari       | 75     | + 1:13.638      | 2           | 4      |
| 4       | 2  | Jacques Laffite    | Williams-Ford | 74     | + 1 Ronde       | 4           | 3      |
| 5       | 29 | Marc Surer         | Arrows-Ford   | 74     | + 1 Ronde       | 16          | 2      |
| 6       | 34 | Johnny Cecotto     | Theodore-Ford | 74     | + 1 Ronde       | 17          | 1      |
| 7       | 26 | Raul Boesel        | Ligier-Ford   | 73     | + 2 Rondes      | 26          |        |
| 8       | 4  | Danny Sullivan     | Tyrrell-Ford  | 73     | + 2 Rondes      | 9           |        |
| 9       | 3  | Michele Alboreto   | Tyrrell-Ford  | 73     | + 2 Rondes      | 7           |        |
| 10      | 6  | Riccardo Patrese   | Brabham-BMW   | 72     | Distributie     | 11          |        |
| 11      | 15 | Alain Prost        | Renault       | 72     | + 3 Rondes      | 8           |        |
| 12      | 12 | Nigel Mansell      | Lotus-Ford    | 72     | + 3 Rondes      | 13          |        |
| 13      | 16 | Eddie Cheever      | Renault       | 67     | Versnellingsbak | 15          |        |
| NF      | 30 | Alan Jones         | Arrows-Ford   | 58     | Rijder onwel    | 12          |        |
| NF      | 5  | Nelson Piquet      | Brabham-BMW   | 51     | Gaspedaal       | 20          |        |
| NF      | 22 | Andrea de Cesaris  | Alfa Romeo    | 48     | Versnellingsbak | 19          |        |
| NF      | 11 | Elio de Angelis    | Lotus-Renault | 29     | Handling        | 5           |        |
| NF      | 33 | Roberto Guerrero   | Theodore-Ford | 27     | Versnellingsbak | 18          |        |
| NF      | 25 | Jean-Pierre Jarier | Ligier-Ford   | 26     | Botsing         | 10          |        |
| NF      | 36 | Bruno Giacomelli   | Toleman-Hart  | 26     | Batterij        | 14          |        |
| NF      | 23 | Mauro Baldi        | Alfa Romeo    | 26     | Spin            | 21          |        |
| NF      | 27 | Patrick Tambay     | Ferrari       | 25     | Botsing         | 1           |        |
| NF      | 1  | Keke Rosberg       | Williams-Ford | 25     | Botsing         | 3           |        |
| NF      | 17 | Eliseo Salazar     | RAM-Ford      | 25     | Versnellingsbak | 25          |        |
| NF      | 35 | Derek Warwick      | Toleman-Hart  | 11     | Spin            | 6           |        |
| NF      | 9  | Manfred Winkelhock | ATS-BMW       | 3      | Spin            | 24          |        |
| NQ      | 31 | Corrado Fabi       | Osella-Ford   |        |                 |             |        |
| NQ      | 32 | Piercarlo Ghinzani | Osella-Ford   |        |                 |             |        |

## Statistieken
| Pole-position | Patrick Tambay | Ferrari           | 1:26.117 |
| Snelste ronde | Niki Lauda     | Team McLaren-Ford | 1:28.330 |

## Noot
- Dit was de tiende Grand Prix-start voor een Colombiaanse coureur.
- Eerste pole position voor Patrick Tambay.
- Vijfde Grand Prix-winst voor John Watson.

Grand Prix Formule 1 van de Verenigde Staten: 1908 · 1910 · 1911 · 1912 · 1914 · 1915 · 1916 · 1959 · 1960 · 1961 · 1962 · 1963 · 1964 · 1965 · 1966 · 1967 · 1968 · 1969 · 1970 · 1971 · 1972 · 1973 · 1974 · 1975 · 1976 · 1977 · 1978 · 1979 · 1980 · 1989 · 1990 · 1991 · 2000 · 2001 · 2002 · 2003 · 2004 · 2005 · 2006 · 2007 · 2012 · 2013 · 2014 · 2015 · 2016 · 2017 · 2018 · 2019 · 2021 · 2022 · 2023 · 2024 · 2025 · 2026

Indianapolis 500: 1950 · 1951 · 1952 · 1953 · 1954 · 1955 · 1956 · 1957 · 1958 · 1959 · 1960

Grand Prix Formule 1 van de Verenigde Staten West: 1976 · 1977 · 1978 · 1979 · 1980 · 1981 · 1982 · 1983

Grand Prix Formule 1 van Las Vegas: 1981 · 1982 · 2023 · 2024 · 2025

Grand Prix Formule 1 van de Verenigde Staten Oost: 1982 · 1983 · 1984 · 1985 · 1986 · 1987 · 1988

Grand Prix Formule 1 van Dallas: 1984

Grand Prix Formule 1 van Miami: 2022 · 2023 · 2024 · 2025 · 2026 · 2027 · 2028 · 2029 · 2030 · 2031 · 2032 · 2033 · 2034 · 2035 · 2036 · 2037 · 2038 · 2039 · 2040 · 2041